# チョット
「チョット」は、1993年2月10日にリリースされた大黒摩季の3枚目のシングル。CDコードはTODT-2953（東芝EMI初発盤）、BGDH-1028（B-Gram RECORDSでの再発売盤）。

## 概要
大黒には珍しく、自身が作曲していない楽曲。当時は自分以外の人が作った曲を歌うのが嫌で、初めてデモテープを聴いた時は「ダサい曲」とショックを受けていたが、社長の厳命で歌うことになった。
オリコンシングルチャートTOP10内に8週連続ランクインし、前作同様にロングセラーを記録。累計で約84万枚は自身6番目のヒットとなっている。
ライブでは、サビの歌いだしである「チョット待ってよ」の部分を観客が合唱するというのが定番になっている。
後に、作曲を手がけた織田哲郎がアルバム『Songs』でセルフカバーしている。

## 収録曲
1. チョット
作詞：大黒摩季　作曲：織田哲郎　編曲：葉山たけし
テレビ朝日系月曜ドラマ・イン『いちご白書』オープニングテーマ
現在はライブの定番曲となっている。サックスでDIMENSIONの勝田一樹が参加している。
2. 君に愛されるそのために…
作詞・作曲：大黒摩季　編曲：葉山たけし
テレビ朝日系『報道多チャンネル』エンディングテーマ
ジャケットの作りやタイアップが付いていること等から両A面に準じた扱いを受けることが多い。アルバム「DA DA DA」への収録は見送られ、その後に発売された「U.Be Love」に収録された。ベースで中村"キタロウ"幸司、オルガンでDIMENSIONの小野塚晃が参加している。
3. チョット （オリジナル・カラオケ）

## 参加ミュージシャン
- 葉山たけし - ギター、プログラミング (#1,2)
- 勝田一樹 (DIMENSION) - サックス (#1)
- 中村"キタロー"幸司 - ベース (#2)
- 小野塚晃 - オルガン (#2)
- 広本葉子 - ローズ・ピアノ (#2)
- 大黒摩季 - コーラス (#1,2)

## 収録アルバム
- DA・DA・DA (#1)
- U.Be Love (#2)

アルバム・バージョン。
- BACK BEATs ＃1 (#1,2)

「チョット」はリミックスバージョン。「君に愛されるそのために…」はアルバム・バージョン。
- MAKI OHGURO BEST OF BEST〜All Singles Collection〜 (#1)

シングルバージョンのほか、Live Versionも収録。
- LIVE BEST CONTAINS 16 BEST LIVE TRACKs!! (#1, Live Version)
- complete of 大黒摩季 at the BEING studio (#1)
- weep〜maki ohguro The Best Ballads Collection〜 (#1, “Drunker's Trip” ver.)

バラードにリメイクされたリアレンジバージョン。
- GOLDEN☆BEST 大黒摩季 (#1, “Drunker's Trip” ver.)
- Greatest Hits 1991-2016 〜All Singles +〜 (#1,2)
- BACK BEATs ＃30th Anniversary -SPARKLE- (#1)

## カバー
チョット
- サミー・チェン - 香港の歌手。広東語アルバム『鄭秀文的快樂迷宮』（1993年6月23日発売）で「CHOTTO 等等」としてカバー（ベストアルバム『大報復 AN EYE FOR AN EYE』（1993年12月発売）にも収録）。歌詞カードにて作曲者クレジットが「KAN CHINFA」（康珍化）と誤記されている。
- 相川七瀬 - カバーアルバム「Treasure Box -Tetsuro Oda Songs-」（2015年10月28日発売）に収録[2]。